# Championnat du Vietnam de football 1980
Navigation
Saison suivante
La saison 1980 du Championnat du Viêt Nam de football est la toute première édition du championnat de première division au Viêt Nam. Dix-sept clubs s'affrontent lors d'une édition disputée à échelle nationale. Les équipes sont réparties en trois groupes, qui voit le vainqueur se qualifier pour la poule pour le titre et le dernier être relégué en deuxième division. 
C'est le club de Tông Cuc Düòng Sát qui remporte le championnat après avoir terminé en tête du classement de la poule finale, devant Công An Hà Nội et Hai Quan. C'est le tout premier titre de champion de Viêt Nam de l'histoire du club.

## Les clubs participants
| - Công An Hà Nội - Quan Khu - Cang Sai Gon - Công nhân Nghĩa Bình - CN Thuc Pham - Tien Giang | - Tông Cuc Düòng Sát - Phong Khong - Cong An Ho Chi Minh - Cang Hai Phong - Tay Ninh - An Giang | - Hai Quan - Quan Khu Thu Do - CNXD Hai Phong - Phu Khanh - Đồng Tháp FC |

## Compétition
Le barème utilisé pour établir les différents classement est le suivant :
- Victoire : 2 points
- Match nul : 1 point
- Défaite : 0 point

### Première phase

#### Groupe A
| Rang | Équipe               | Pts | J  | G | N | P | Bp | Bc | Diff |
| ---- | -------------------- | --- | -- | - | - | - | -- | -- | ---- |
| 1    | Công An Hà Nội       | 16  | 10 | 7 | 2 | 1 | 24 | 7  | +17  |
| 2    | Quan Khu             | 15  | 10 | 6 | 3 | 1 | 15 | 7  | +8   |
| 3    | Cang Sai Gon (C)     | 10  | 10 | 3 | 4 | 3 | 13 | 12 | +1   |
| 4    | Công nhân Nghĩa Bình | 9   | 10 | 2 | 5 | 3 | 11 | 16 | -5   |
| 5    | CN Thuc Pham         | 8   | 10 | 3 | 2 | 5 | 16 | 14 | +2   |
| 6    | Tien Giang           | 2   | 10 | 0 | 2 | 8 | 8  | 31 | -23  |

|  | Qualification pour la poule pour le titre |
|  | Relégation en deuxième division           |
|  | (C) : Vainqueur de la Coupe du Viêt Nam   |

#### Groupe B
| Rang | Équipe              | Pts | J  | G | N | P | Bp | Bc | Diff |
| ---- | ------------------- | --- | -- | - | - | - | -- | -- | ---- |
| 1    | Tông Cuc Düòng Sát  | 15  | 10 | 5 | 5 | 0 | 12 | 5  | +7   |
| 2    | Phong Khong         | 11  | 10 | 3 | 5 | 2 | 8  | 8  | 0    |
| 3    | Cong An Ho Chi Minh | 9   | 10 | 2 | 5 | 3 | 12 | 11 | +1   |
| 4    | Cang Hai Phong      | 9   | 10 | 0 | 9 | 1 | 10 | 11 | -1   |
| 5    | Tay Ninh            | 8   | 10 | 2 | 4 | 4 | 7  | 9  | -2   |
| 6    | An Giang            | 8   | 10 | 2 | 4 | 4 | 7  | 12 | -5   |

|  | Qualification pour la poule pour le titre |
|  | Relégation en deuxième division           |

#### Groupe C
| Rang | Équipe          | Pts | J | G | N | P | Bp | Bc | Diff |
| ---- | --------------- | --- | - | - | - | - | -- | -- | ---- |
| 1    | Hai Quan        | 12  | 8 | 5 | 2 | 1 | 12 | 3  | +9   |
| 2    | Quan Khu Thu Do | 9   | 8 | 3 | 3 | 2 | 9  | 5  | +4   |
| 3    | CNXD Hai Phong  | 8   | 8 | 3 | 2 | 3 | 5  | 5  | 0    |
| 4    | Phu Khanh       | 7   | 8 | 2 | 3 | 3 | 8  | 11 | -3   |
| 5    | Đồng Tháp FC    | 4   | 8 | 1 | 2 | 5 | 4  | 14 | -10  |

|  | Qualification pour la poule pour le titre |
|  | Relégation en deuxième division           |

### Deuxième phase
| Rang | Équipe             | Pts | J | G | N | P | Bp | Bc | Diff |  | Résultats (▼ dom., ► ext.) | Ton | Con | Hai |
| ---- | ------------------ | --- | - | - | - | - | -- | -- | ---- |  | -------------------------- | --- | --- | --- |
| 1    | Tông Cuc Düòng Sát | 4   | 2 | 2 | 0 | 0 | 3  | 1  | +2   |  | Tông Cuc Düòng Sát         |     | 2-1 | 1-0 |
| 2    | Công An Hà Nội     | 2   | 2 | 1 | 0 | 1 | 3  | 3  | 0    |  | Công An Hà Nội             |     |     | 2-1 |
| 3    | Hai Quan           | 10  | 2 | 0 | 0 | 2 | 1  | 3  | -2   |  | Hai Quan                   |     |     |     |

|  | Champion du Viêt Nam 1980 |

## Bilan de la saison
| Championnat du Viêt Nam de football 1980 |                                |
| Champion                                 | Tông Cuc Düòng Sát (1er titre) |
| Coupes et trophées                       |                                |
| Vainqueur de la Coupe du Viêt Nam 1980   | Cang Sai Gon                   |
| Promotions et relégations                |                                |
| Promus en V-League                       | Than Quang Ninh                |
| Promus en V-League                       | CNXD Hai Noi                   |
| Promus en V-League                       | Câu Lac Bô Quân Dôi            |
| Relégués en First Division               | Tien Giang                     |
| Relégués en First Division               | An Giang                       |
| Relégués en First Division               | Đồng Tháp FC                   |